# Силистренская область
Сили́стренская о́бласть (болг. Област Силистра) находится в Северо-Восточном регионе Болгарии.
Административный центр — город Силистра.
Площадь Силистренской области 2846 км².

## Общины Силистренской области

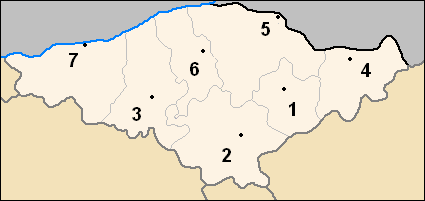
Общины Силистренской области

Административно делится на 7 общин:
1. Община Алфатар
2. Община Дулово
3. Община Главиница
4. Община Кайнарджа
5. Община Силистра
6. Община Ситово
7. Община Тутракан

## Население
Население 119 474 человек (2011), проживает в 5 городах и 113 сёлах.
| Этнические группы (2011) | Этнические группы (2011) | Этнические группы (2011) | Этнические группы (2011) | Этнические группы (2011) |
| Этническая группа        |                          |                          | Процент                  |                          |
| ------------------------ | ------------------------ | ------------------------ | ------------------------ | ------------------------ |
| Болгары                  |                          |                          | 57.4 %                   |                          |
| Турки                    |                          |                          | 36.1 %                   |                          |
| Цыгане                   |                          |                          | 5.1 %                    |                          |
| Другие                   |                          |                          | 1.4 %                    |                          |